# Bảo Đình
Huyện tự trị dân tộc Lê và dân tộc Miêu Bảo Đình (tiếng Trung: 保亭黎族苗族自治县, bính âm: Bǎotíng Lízú Miáozú Zìzhìxiàn), Hán Việt: Bảo Đình Lê tộc Tự trị huyện) là một huyện tự trị tại nội lục địa phía nam đảo Hải Nam, Cộng hòa Nhân dân Trung Hoa. Huyện này có diện tích 1161 km2, dân số 160.000 người. Huyện lỵ đóng tại trấn Bảo Thành (保城镇), mã số bưu chính là 572300, khu hiệu là: 0898